# Compass Band
Compass Band es un grupo de música juvenil de Armenia, formado por: Abraham Aznavuryan, Aram Tsaturyan, Arshavir Grigoryan y Davit Paronikyan. Representaron a Armenia en el Festival de la Canción de Eurovisión Junior 2012 que se celebró en Ámsterdam, Países Bajos el 1 de diciembre de 2012. Lo hicieron interpretando la canción "Sweetie baby", ocupando el tercer lugar, consiguiendo 98 puntos.

## Formación del grupo
El grupo se formó el 24 de noviembre de 2011 en la preparación de un Concierto de Navidad para el colegio Tchekhov de Ereván (Armenia).

## Intengrantes del grupo
El grupo estaba formado inicialmente por 5 componentes, pero Michael Varosyan tuvo que abandonar el grupo por no tener aún 10 años de edad (el mínimo exigido para participar en el  Festival de Eurovisión Junior. Cumplirá los 10 años en julio de 2013. Poco después el representaría a Armenia en el Festival de Eurovisión Junior 2015 con 12 años.
A continuación se muestra una breve descripción de cada uno de los cuatro componentes del grupo:

### Abraham Aznavuryan
Es el encargado de tocar el teclado en el grupo y nació en Ereván en el año 1999.

### Aram Tsaturyan
Es el guitarrista de la banda y nació en Ereván (Armenia) en el año 1999.

### Arshavir Grigoryan
Toca la batería y el grupo se formó gracias a su participación directa en la preparación del Concierto de Navidad del colegio A. Chekhov de Ereván. Con 13 años, participará en el Festival de la Canción de Eurovisión Junior 2012 junto al resto de sus compañeros del grupo.

### Davit Paronikyan
Es el solista del grupo. Con tan solo 13 años, compuso la canción "Sweetie Baby"; canción con la que participarán en el Festival de la Canción de Eurovisión Junior 2012.